# Atomotricha
Atomotricha é um gênero de traça pertencente à família Agonoxenidae.